# ラパス (小惑星)
ラパス (1008 La Paz) は小惑星帯に位置する小惑星。ハイデルベルクのケーニッヒシュトゥール天文台で、ドイツの天文学者マックス・ヴォルフによって発見された。
ボリビアの首都ラパスに因んで命名された。